# Pete Lovely

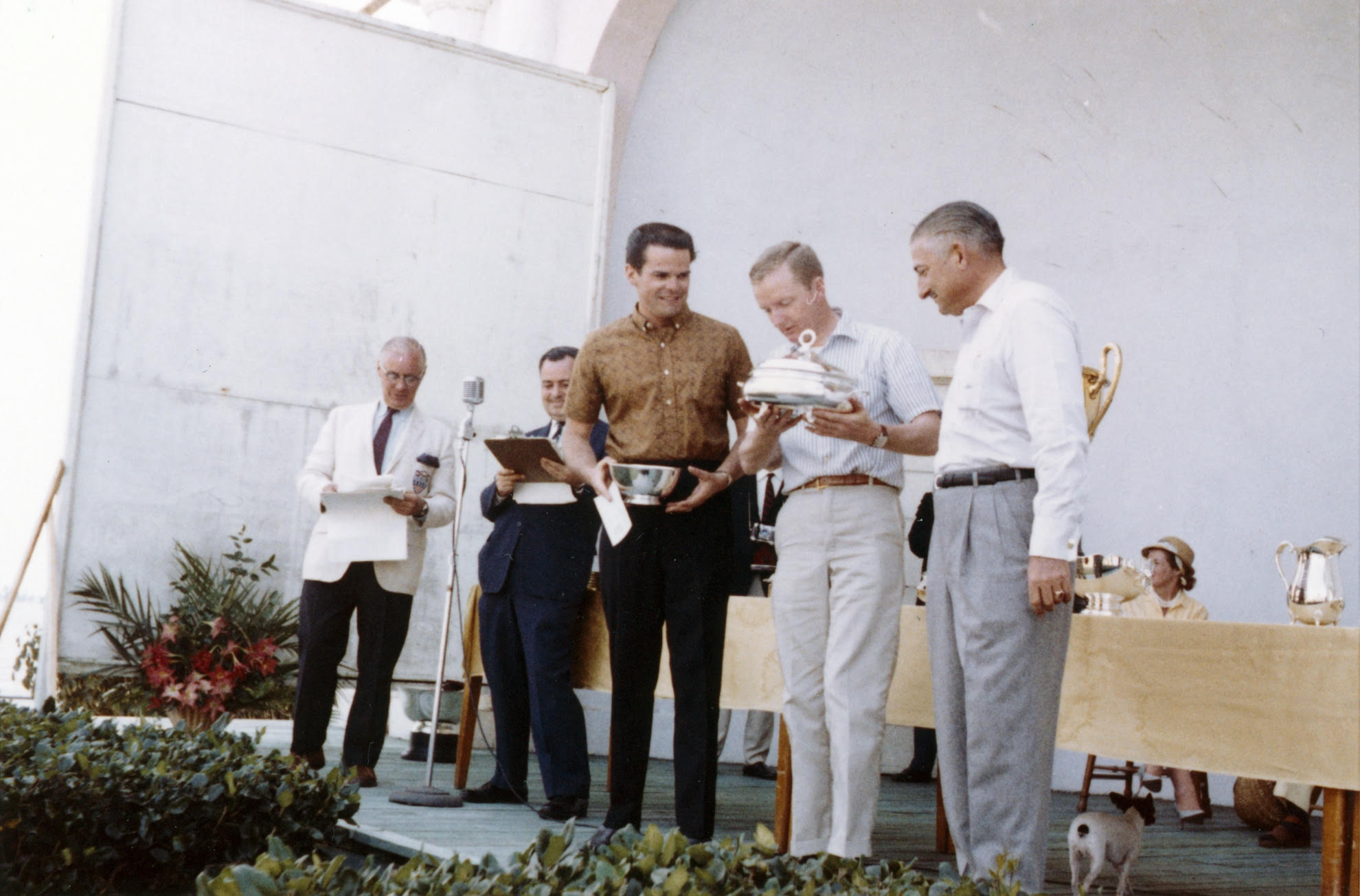
Pete Lovely (tweede van rechts) in 1960

Gerard Carlton "Pete" Lovely (Livingston, Montana, 11 april 1926 - Tacoma, Washington, 15 mei 2011) was een Formule 1-coureur uit de Verenigde Staten. Hij nam tussen 1959 en 1971 deel aan 11 Grands Prix voor de teams Lotus en Cooper, maar scoorde hierin geen punten.